# Omicidi di provincia
Omicidi di provincia (Flesh and Bone) è un film del 1993 scritto e diretto da Steve Kloves.

## Trama
Nella sterminata pianura del Texas, Arlis rifornisce col suo camion i distributori di generi alimentari e di profilattici. È tutto sempre calmo, fino al giorno in cui la sua strada si incrocia con quella di Kay, una giovane donna su cui pesano un'infanzia disastrata e un matrimonio fallito. Tra i due è subito passione, ma ecco riapparire il passato, sotto le spoglie dell'inquietante Roy, il padre di Arlis.